# Adriana Lessa
Adriana Victor Lessa (née le 1er février 1971 à Guarulhos) est une actrice, animatrice de télévision, chanteuse et danseuse brésilienne.

## Carrière
Pendant son adolescence, de 11 à 15 ans, Adriana Lessa est sportive et est membre de l'équipe de volley-ball du Sport Club Corinthians Paulista et à l'équipe d'athlétisme de la ville de Guarulhos.
Alors qu'elle accompagne une amie en vacances, elle attire l'attention du metteur en scène Antunes Filho, qui l'invite à passer le concours d'inscription au Centro de Pesquisa Teatral, à São Paulo, qu'elle réussit. En 1986, sa carrière artistique débute sous la direction d'Antunes Filho dans les spectacles Macunaíma de Mário de Andrade et A Hora e Vez de Augusto Matraga de João Guimarães Rosa, se produisant à São Paulo et participant à des festivals en France, en Autriche, en Espagne, Allemagne, en Grèce et au Canada.
En tant que chanteuse et danseuse, elle se produit à bord du Vasco da Gama/Sea Wind Cruise Line et interprète le spectacle Brasil, Canta e Dança, mis en scène par Abelardo Figueiredo, le long de la côte brésilienne et à Aruba, Trinité-et-Tobago, Curaçao, Grèce et Costa. d'Ivoire, participant également au personnel artistique d'hôtels à Porto Rico et au Japon. Elle participe, en tant que chanteuse invitée, à des groupes musicaux de différents styles (rap, caribéen, forró et MPB) et se produit avec son groupe en Angola. Elle est animatrice du concert Encontro de Rap à Vale do Anhangabaú. En 2002, également en tant que chanteuse, elle participe à l'enregistrement du CD et du DVD du groupe de musique chrétienne contemporaine Renascer Praise, enregistrés en direct à Via Funchal, à São Paulo, où elle interprète un duo avec l'un des chanteurs du groupe, Leo Marx de la comédie Te Louvarei ; jusqu'en 2003, l'actrice est membre de l'église Igreja Renascer em Cristo.
De retour au Brésil, elle rencontre le réalisateur José Possi Neto, qui la dirige lors d'événements musicaux et dans plusieurs films publicitaires dans lesquels elle se familiarise avec le langage du théâtre et de la danse. Toujours au théâtre, elle est mise en scène par Cininha de Paula, aux côtés de José Maurício Machline, dans la comédie musicale Um Gordo em Conquista, par Wolf Maya dans la comédie musicale Cabaret Brazil, par Tânia Nardini dans la comédie musicale Rent et par Roberto Lage dans la lecture dramatique du texte de Plínio Marcos A Mancha Roxa (2000). Après avoir travaillé dans le feuilleton Senhora do Destino, elle joue dans la pièce Veneza, mise en scène par Miguel Falabella. En 2006, elle joue dans O Último Bolero, aux côtés de Francisco Cuoco.
À la télévision, elle fait ses débuts en 1991, dans la telenovela Araponga, sur TV Globo. Entre 1993 et 1994, elle présente Dance MTV et d'autres programmes sur MTV Brasil, et entre 1994 et 1996 SuperMarket sur Rede Bandeirantes.
En 1999, Adriana obtient un rôle dans la mini-série Chiquinha Gonzaga, mais son grand succès vient avec le rôle de Naná, dans le feuilleton Terra Nostra.
Entre 2006 et 2010, elle présente l'émission TV Fama' avec Nelson Rubens sur RedeTV!.

## Filmographie
Séries télévisées
- 1990 : Araponga
- 1997 : O Desafio de Elias
- 1998 : Alma de Pedra
- 1999 : Chiquinha Gonzaga
- 1999 : Terra Nostra
- 2000 : Aquarela do Brasil
- 2001 : Le Clone
- 2004 : Senhora do Destino
- 2012 : Corações Feridos
- 2013 : Sessão de Terapia
- 2016 : Escrava Mãe
- 2018 : O Sétimo Guardião
- 2019 : Bugados
- 2022 : Rota 66

Cinéma
- 1993 : Capitalismo Selvagem
- 1998 : A Hora Mágica
- 2022 : Depois do Universo